# Hanna Kowalska-Stus
Hanna Kowalska-Stus (ur. 1952) – polska kulturoznawca i literaturoznawca, prof. dr hab., wykładowca Uniwersytetu Jagiellońskiego i PWSZ w Oświęcimiu.

## Życiorys
W 1986 obroniła pracę doktorską na Wydziale Filologicznym UJ pt. Rosyjski wiersz duchowny jako jeden z przejawów kultury religijnej starowierów pomorskich. Stopień doktora habilitowanego uzyskała w 1998 na podstawie rozprawy Kultura staroruska XI-XVI w. Tradycja i zmiana.
Pełniła funkcję prorektora d.s. nauczania PWSZ w Oświęcimiu. 13 marca 2009 uzyskała tytuł profesorski. Była promotorką trzech rozpraw doktorskich.

## Dzieła
- 1976: Rosyjski wiersz duchowny i kultura religijna staroobrzędowców pomorskich
- 1998: Kultura staroruska XI-XVI w. Tradycja i zmiana
- 2007: Kultura i eschatologia : Moskwa wieku XVII

## Odznaczenia
- Srebrny Krzyż Zasługi (2002)[2]